# 延命寺 (今治市)
延命寺（えんめいじ）は、愛媛県今治市阿方にある真言宗豊山派の寺院。近見山（ちかみざん）、宝鐘院（ほうしょういん）と号す。本尊は不動明王。四国八十八箇所第五十四番札所。
- 本尊真言：のうまくさんまんだ ばざらだん せんだ まかろしゃだ そわたや うん たらた かんまん
- ご詠歌：くもりなき鏡の縁とながむれば　残さず影をうつすものかな
- 納経印：当寺本尊、奥之院・薬師如来

## 概要

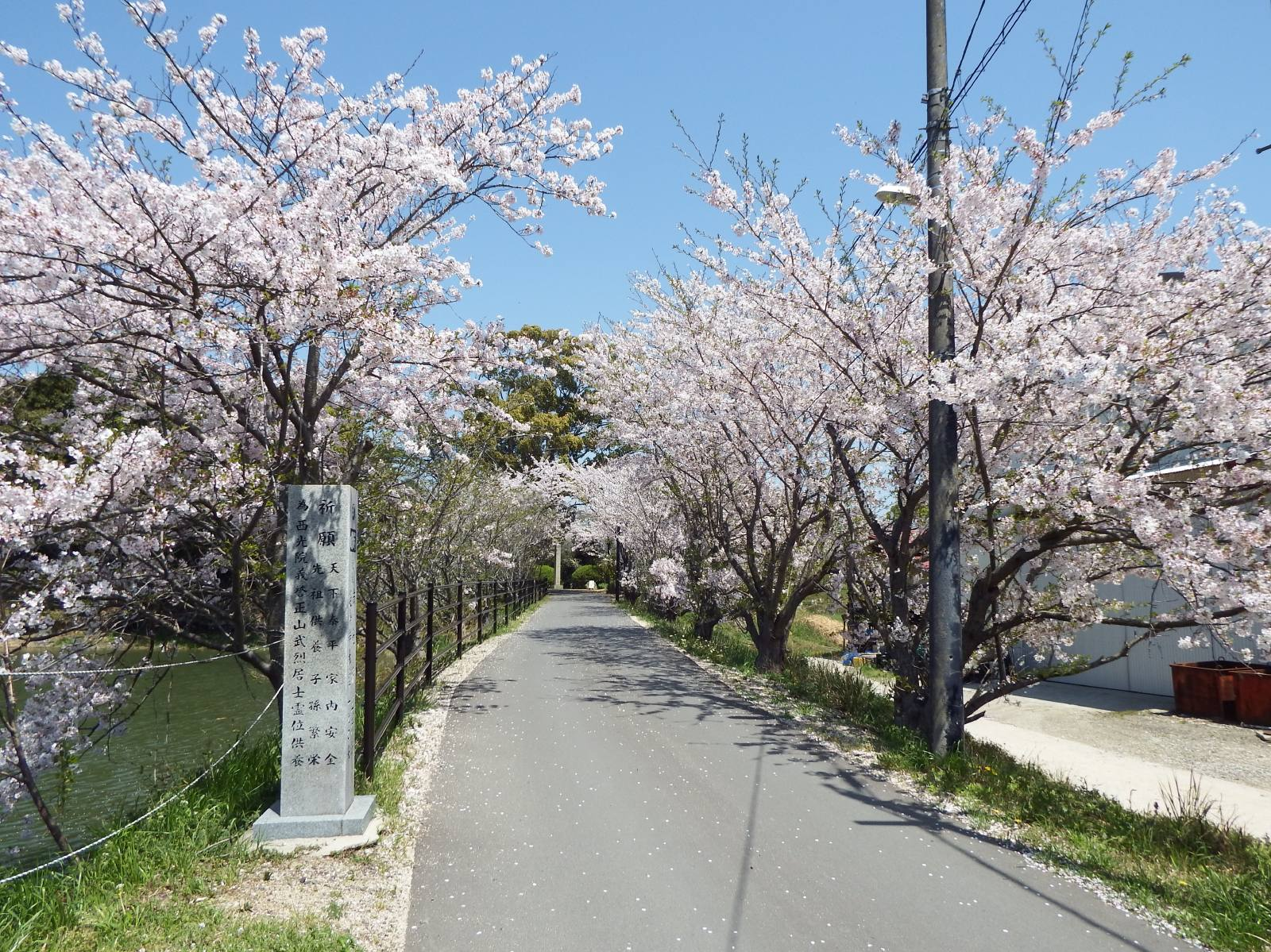
寺への進入路は桜のトンネル

境内には馬酔木（あせび）の木が多く、春の彼岸のころから美しい花をつける。桜やつつじも多く植栽され、花の寺としても知られている。また、真念の道標（みちしるべ）で最古とされるものが残されている。

## 歴史
寺伝によれば、聖武天皇の勅願を受けて養老4年（720年）行基が不動明王を刻み現在地の北の近見山（標高243.5 m）の山頂に堂宇を建立して開基。弘仁年間（810年 – 824年）には空海（弘法大師）が嵯峨天皇の勅命によって再興し、不動院圓明寺と名付けたという。

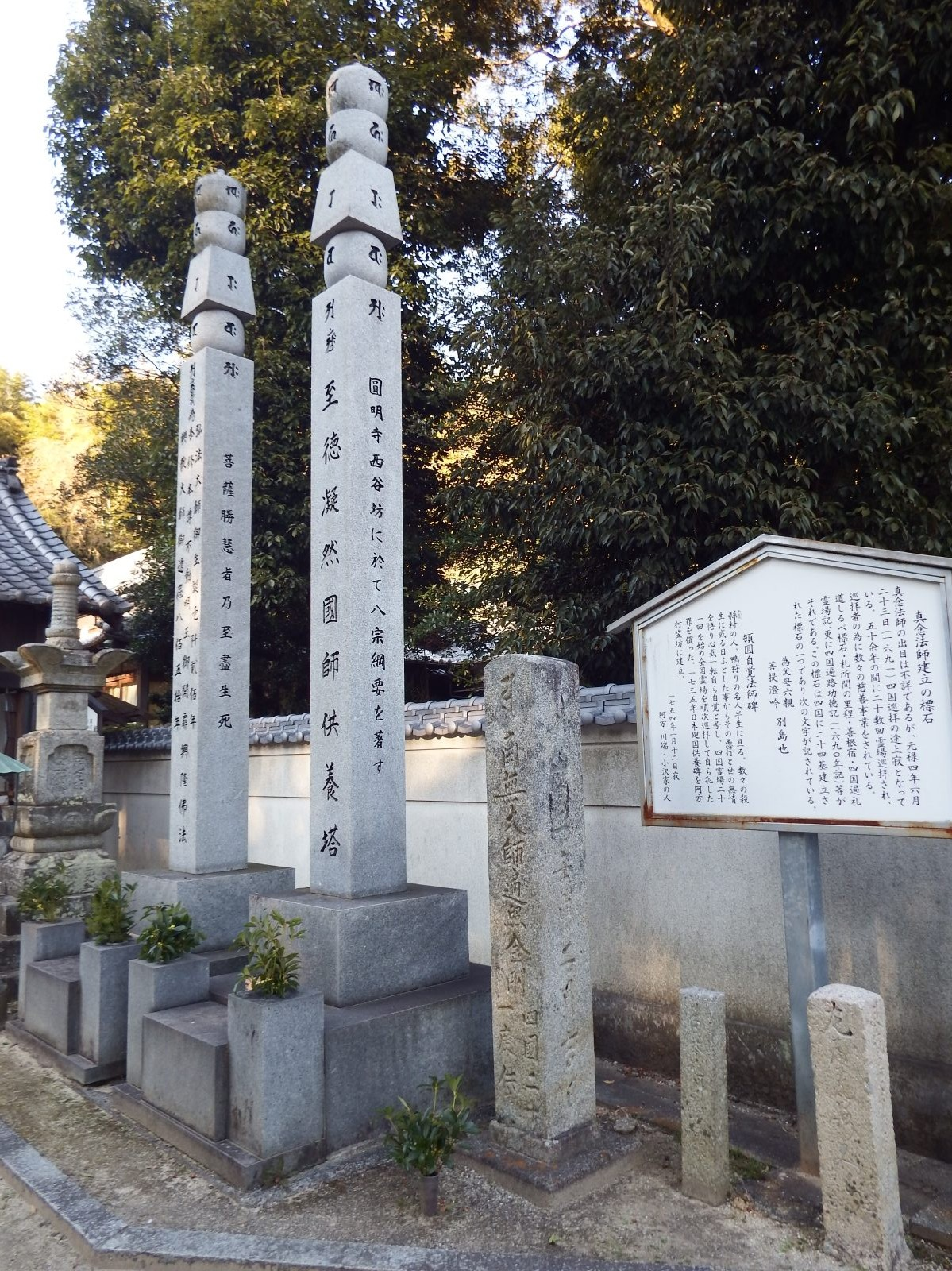
凝然国師供養塔（中央）左端は庄屋越智孫兵衛の墓、右端は真念の遍路石

かつては谷々に百坊を有し信仰と学問の中心であった。鎌倉時代文永5年（1268年）には著書の多いこと日本一で学問は内外に通じ、深く後宇多天皇の尊崇を受け、生前に国師の号を賜ったほどの学僧凝然（示観国師）がこの寺の西谷の坊で八宗綱要を著したことは有名で、当寺境内に供養塔がある。
しかし、再三戦火に焼かれて境内を移転し、享保12年（1727年）に現在の地に移転した。その時期に当寺の庭園を造園した際に植木として植えられたというツブラジイが現存している。
明治初年の神仏分離令で四国遍路は神社に参拝することがなくなったことから、本札所の大山祇神社を四国遍路として参拝することがなくなった。そのため大三島へ渡る理由がなくなり、かがり火（円い明かり）としての円明寺の意味合いを失ったためと、53番54番と同名の札所が続く混乱を避けるため、当寺は通称の延命寺を寺号とした。

## 境内
- 山門：仁王門

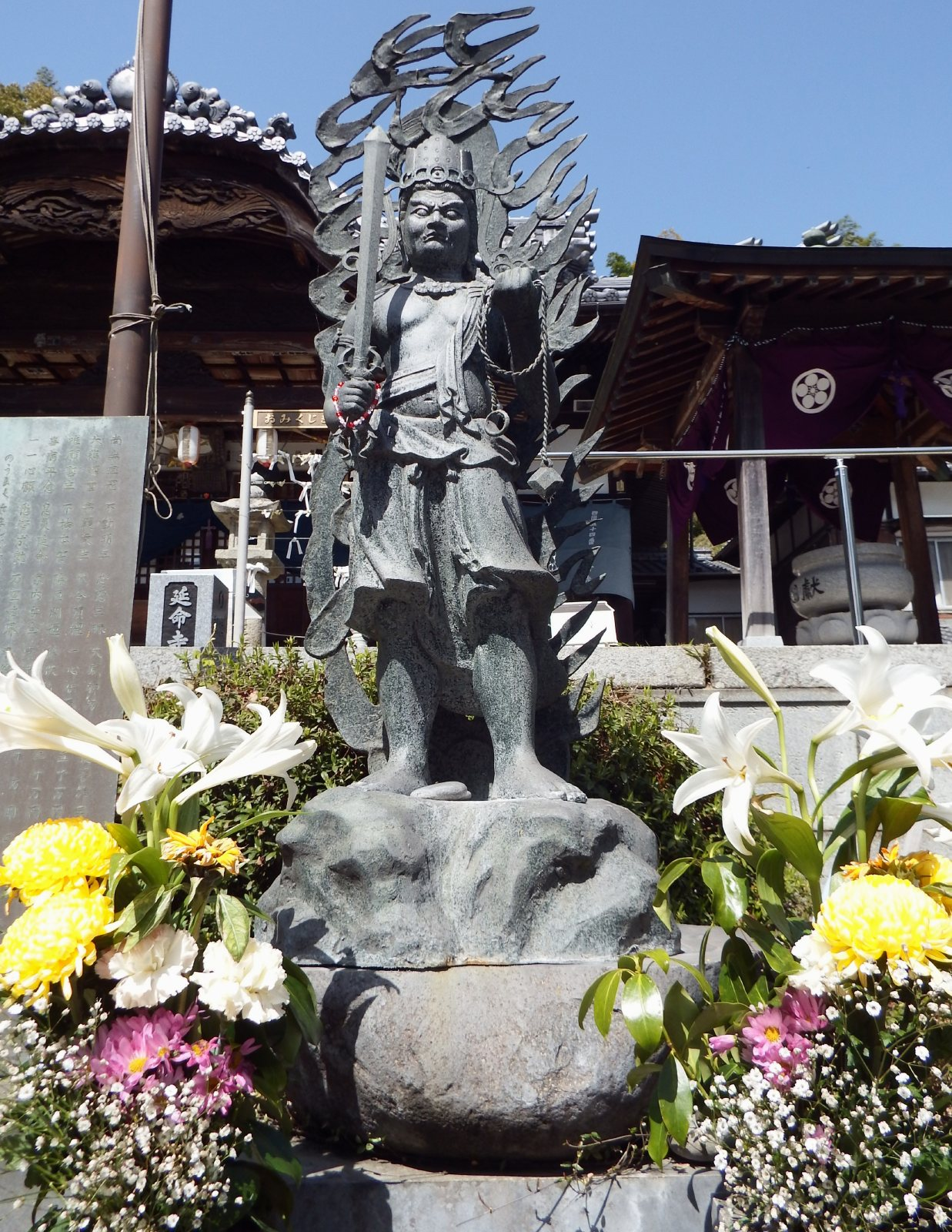
本尊写し仏

- 中門：総けやき造りの単層の小型の門、もと今治城の城門の一つで天明年間の建造と云われている。2020年11月屋根瓦葺き替え。四隅に鶴亀瓦像。
- 本堂：本尊は宝冠不動明王坐像で60年に一度開帳の秘仏で2016年に開帳され、それに先立ち本堂の修繕が行われた。再三の火災から逃れているので火伏不動尊と呼ばれる。厨子の向かって左脇には五大明王の大威徳夜叉明王と金剛夜叉明王、右脇には降三世夜叉明王と軍荼利夜叉明王が拝観できる。
- 大師堂：大師像を拝観できる。右脇に興教大師像。厨子の下にタイムカプセル（1992年11月23日埋蔵）が埋められ2042年11月に開かれることになっている。
- 鐘楼：「近見二郎（市・文化財）」と「近見三郎（現役）」の２つがある。なお「近見太郎」は長曾我部の軍勢に盗難に遭い連れ去られるぐらいならと自ら海に沈んだと云われている[2]。
- 薬師堂：近見山山頂にあった薬師堂の本尊薬師如来が祀られていて、奥の院とみなされている。
- 行基菩薩の報恩供養塔：大師堂の右上壇にあり。
- 庄屋越智孫兵衛の墓：享保年間の飢饉から農民を救い飢餓者を出さなかった。
- 含霊堂：阿方の近見（八代）学校が明治23年廃校になった折、校舎が当寺に移築され[3]、周辺の行き場のない仏像が集められ祀られた。納経所の部分が職員室であった。

仁王門を入ると左手の丘の上に鐘楼があり、さらに目の前の小型の中門の右手にも鐘楼がある。その門を入ると、少し先に手水場があり左には薬師堂、納経所がある。石段を少し上ると正面に本堂が建ち、左の石段を上り詰めると大師堂がある。
- 宿坊：なし
- 駐車場：大型とマイクロは（6台）は池より外側に、普通車（30台）は山門脇を越えて中門前にある。（駐車志納金：普通車100円）。

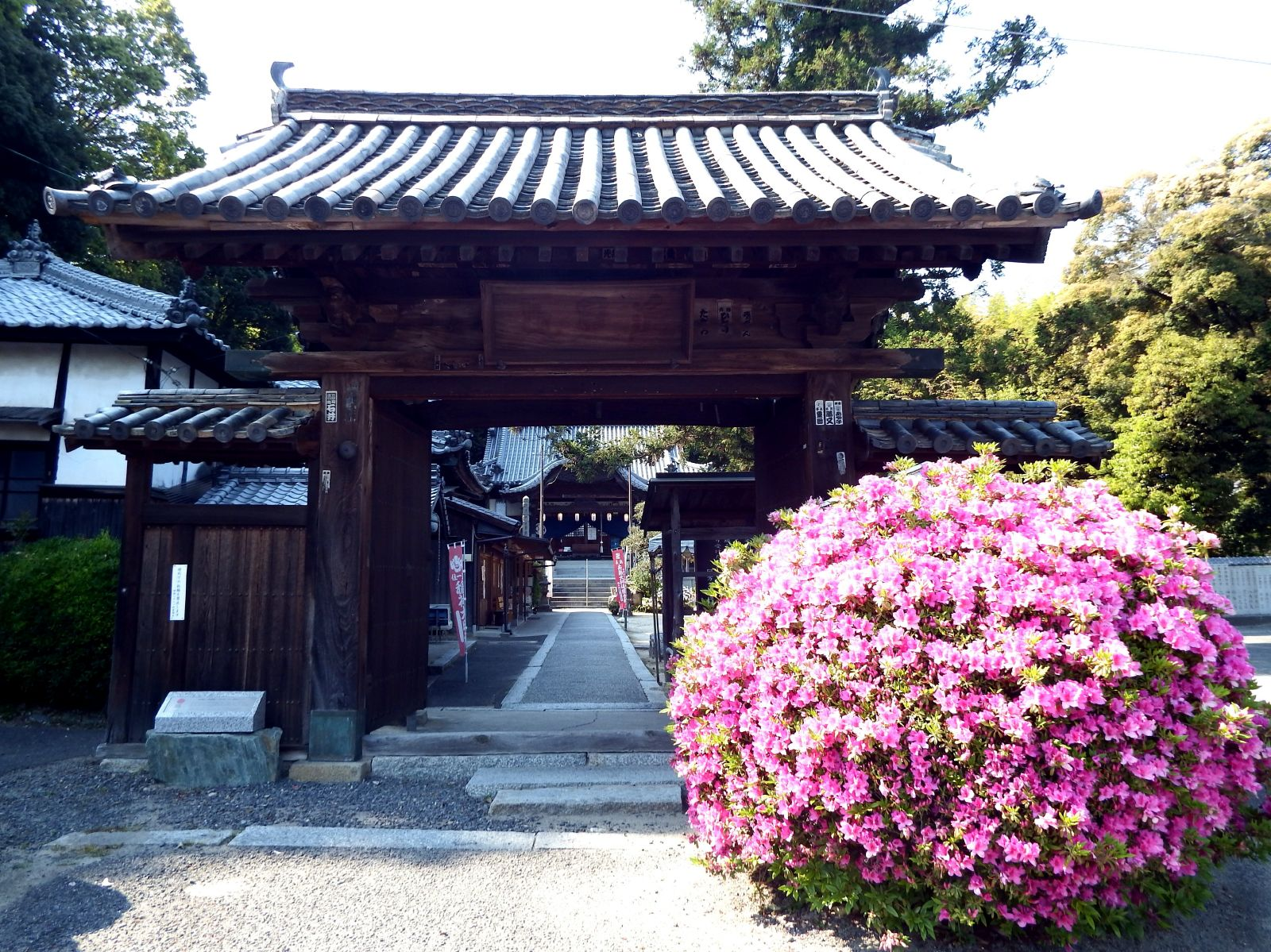
中門
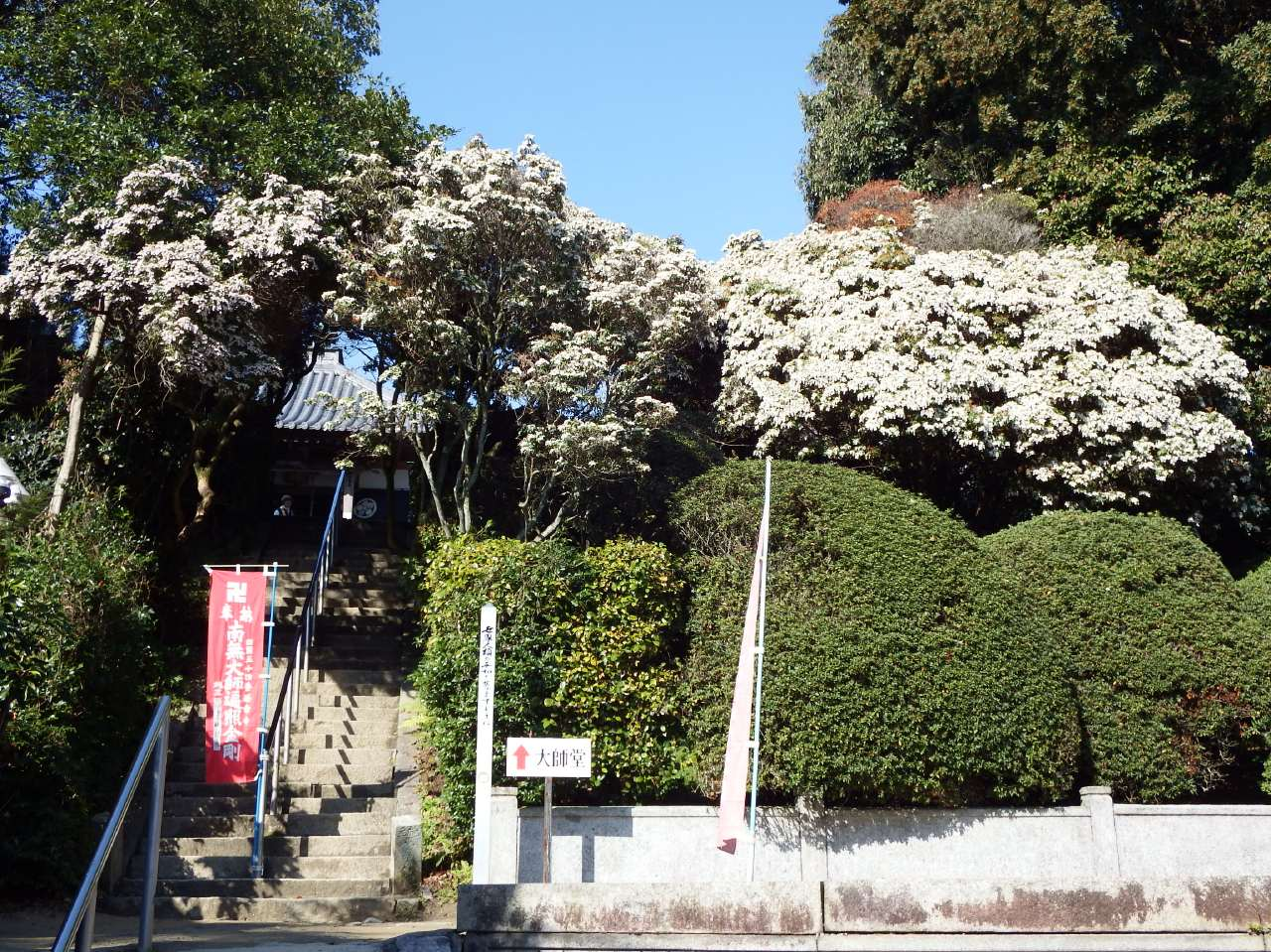
アセビのトンネルを越え大師堂へ
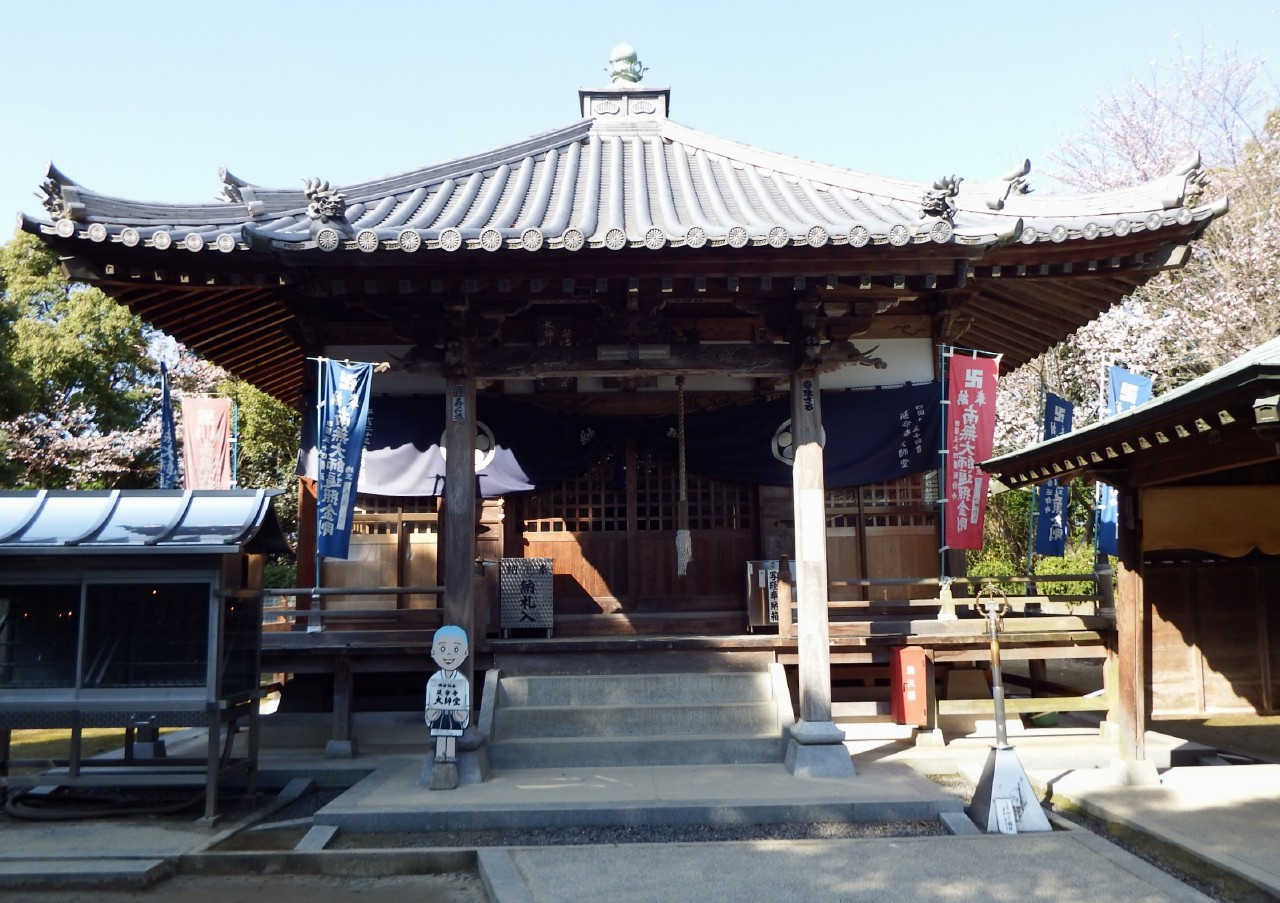
大師堂
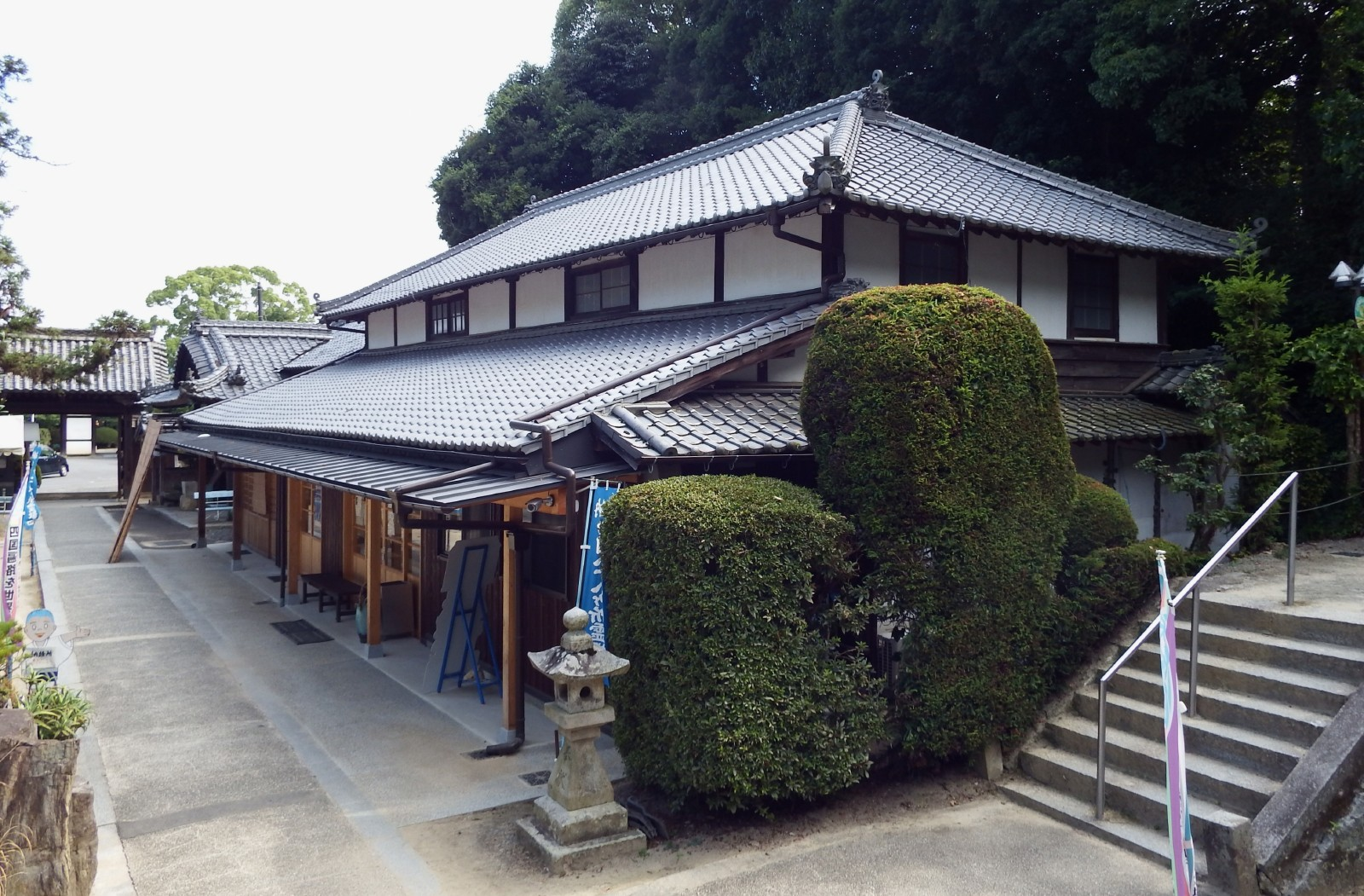
含霊堂
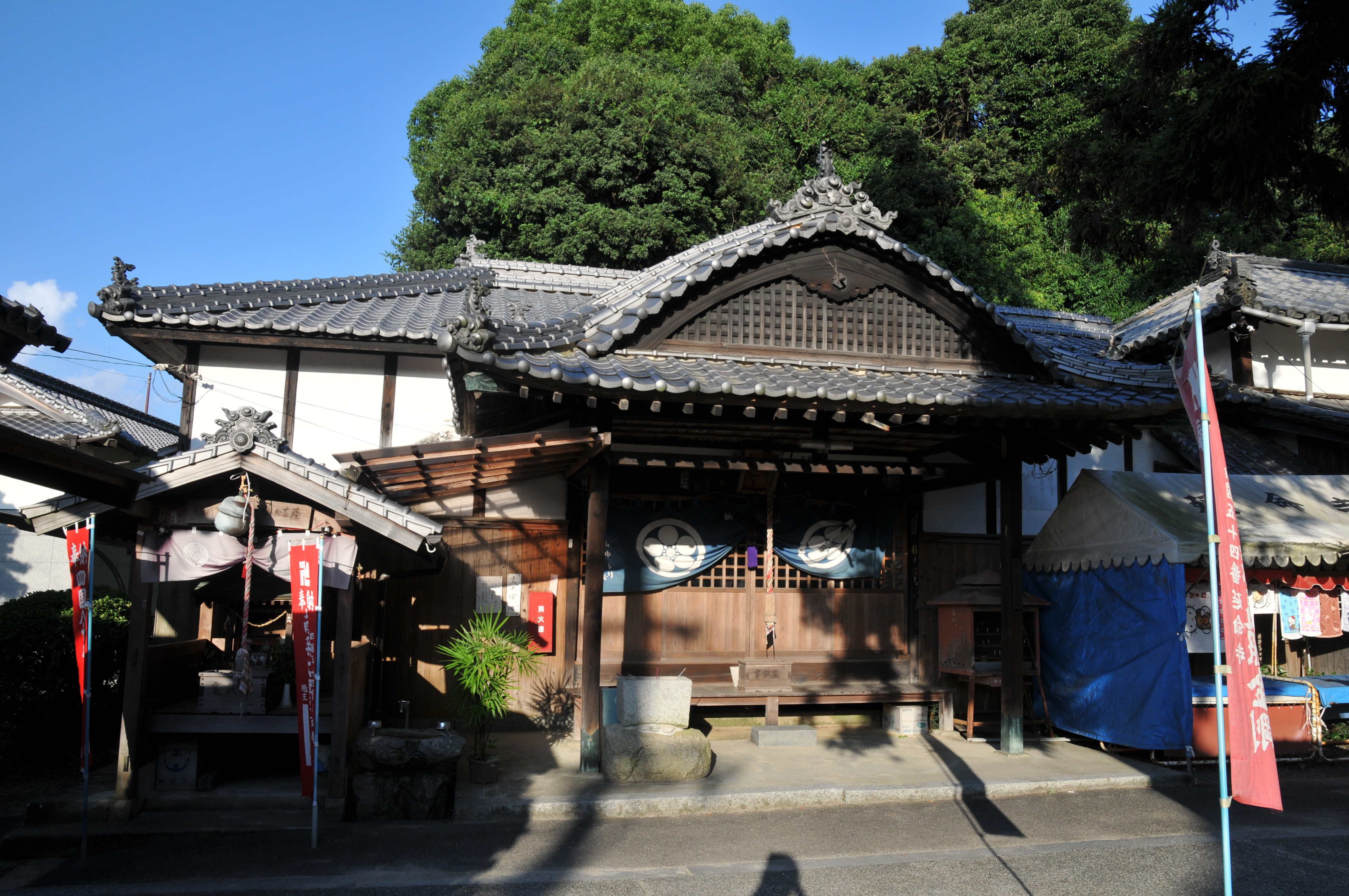
薬師堂

## 文化財
今治市指定有形文化財

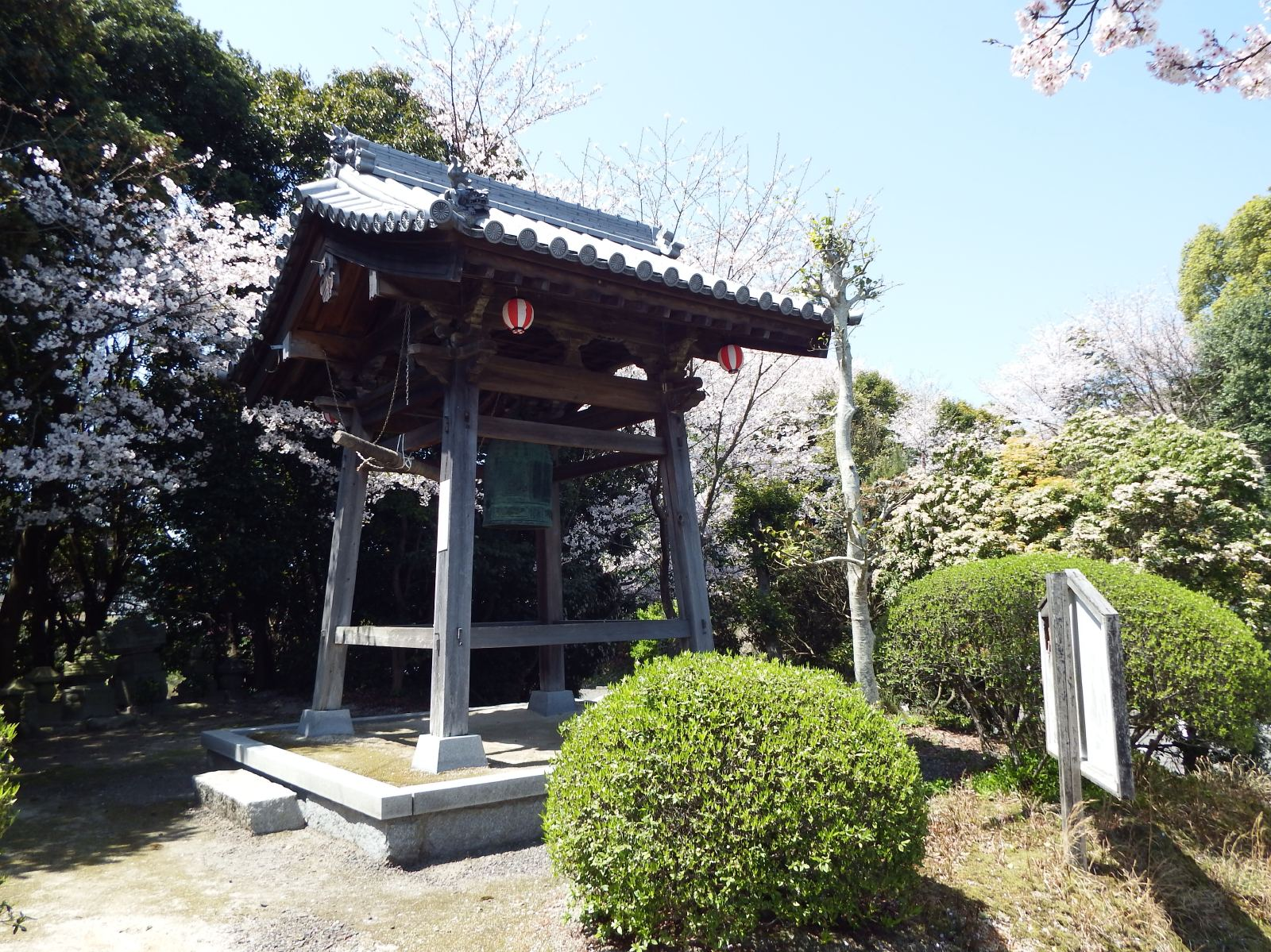
梵鐘の近見二郎

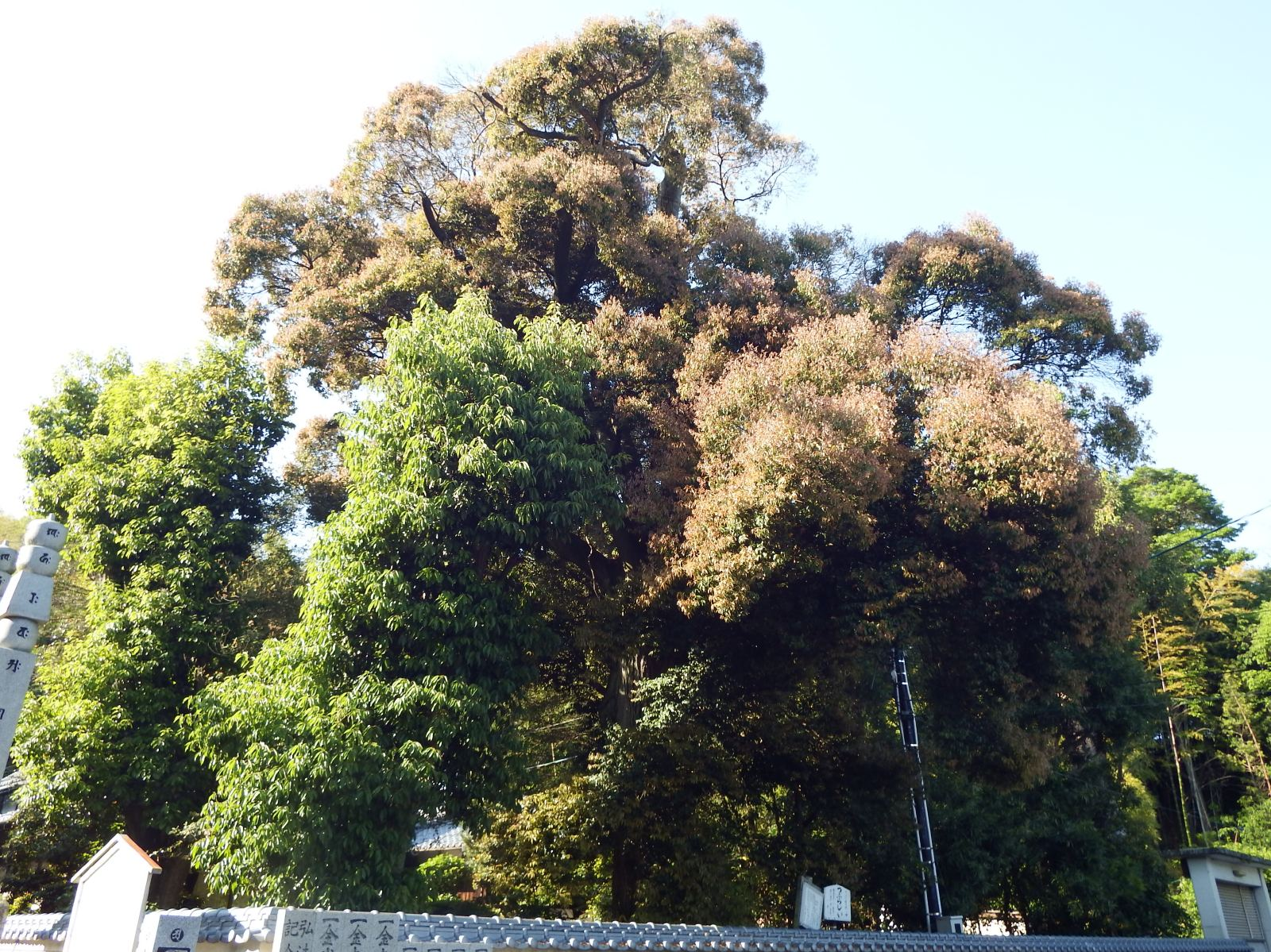
ツブラジイ

- 梵鐘：宝永元年（1704年）鋳造。昭和63年（1988年）指定[4]。

今治市指定保存樹
- ツブラジイ：目通3.2 m、樹高20 m（推定）、樹齢200年以上（推定）。昭和50年4月3日指定。

## 交通案内
鉄道
- 四国旅客鉄道（JR四国） 予讃線 - 大西駅 (3.6 km)

バス
- 今治港、今治駅よりせとうちバス 菊間、星之浦行き 「阿方」下車 (0.6 km)

道路
- 一般道：愛媛県道38号今治波方港線 阿方 (0.5 km)
- 自動車道：西瀬戸自動車道（瀬戸内しまなみ海道） 今治IC (2.2 km)

## 奥の院
圓明寺
近見山の頂上にあったといわれている。現在は、延命寺境内の薬師堂に移されている。当寺で納経あり。

## 前後の札所
四国八十八箇所
53 圓明寺 --(34.4 km)--  54 延命寺 --(3.4 km)-- 55 南光坊

## 周辺

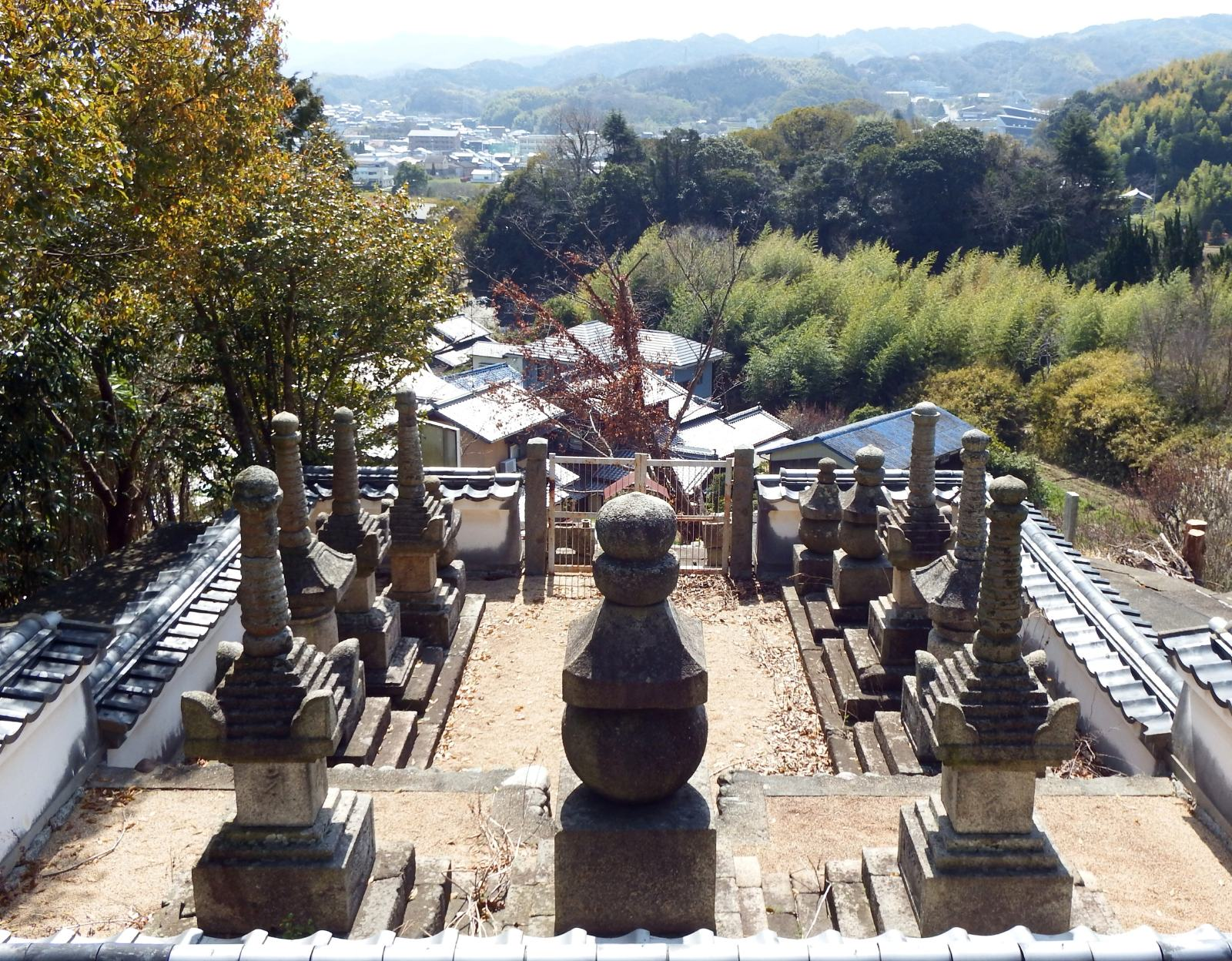
乃万地区の石塔群（乗禅寺）

- 乗禅寺：日本遺産「村上海賊」の42の構成要素の一つである。11基の鎌倉末期から室町初期作の石塔で散在していたものを元禄17年（1704年）に現在地に集めて保存したもの、五輪塔4基・宝篋印塔5基・宝塔2基で最大は総高268 cm、最小は総高135 cm、昭和36年3月23日に重要文化財指定された[5][6]。
  - 所在地：愛媛県今治市延喜甲600番地 （乗禅寺）